# Yvonand
Yvonand is een plaats en gemeente  in het Zwitserse kanton Vaud en maakt deel uit van het district Jura-Nord vaudois. Yvonand telt 2409 inwoners.

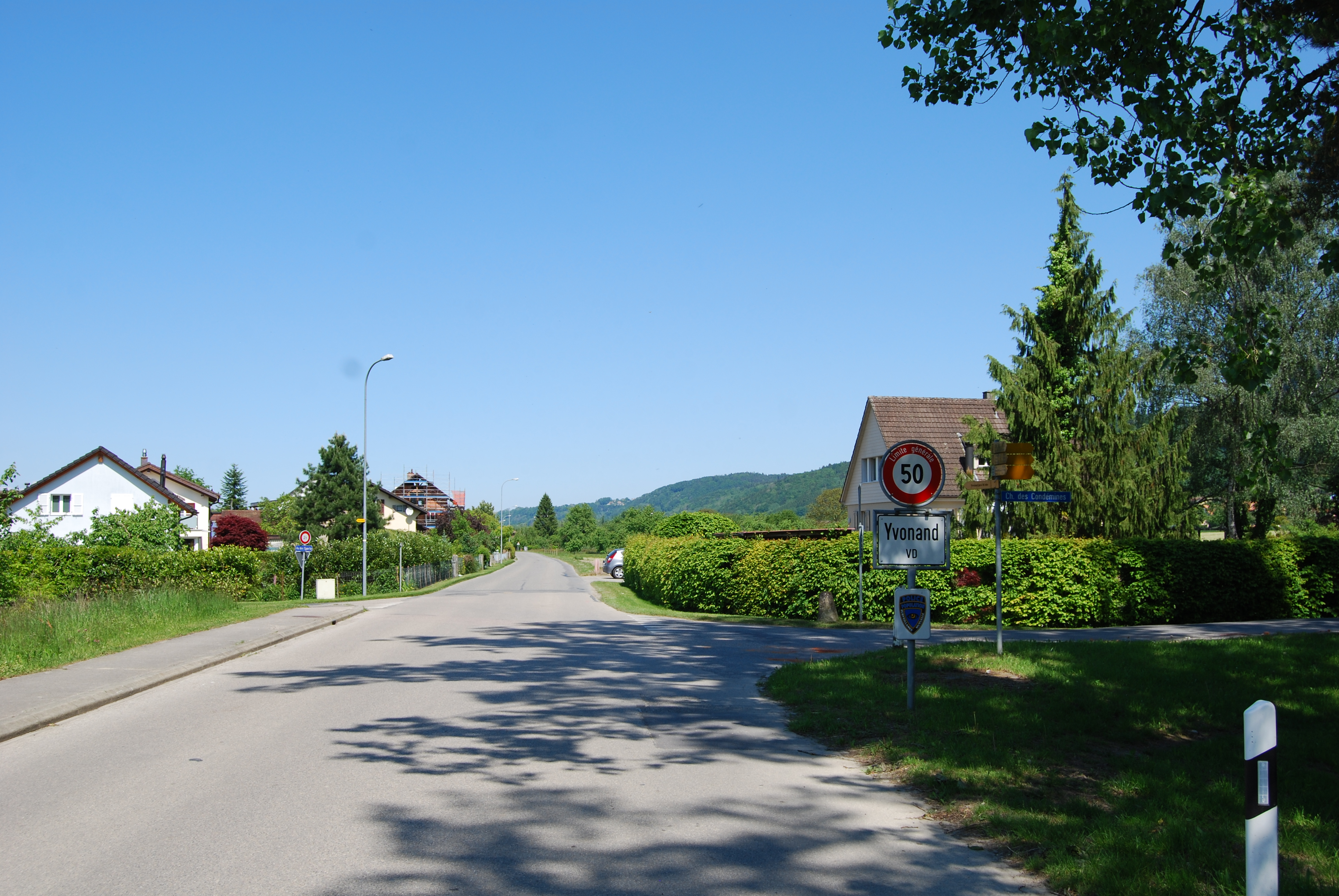
Yvonand

## Geschiedenis
De gemeente maakte deel uit van het district Yverdon tot dit in 2008 werd opgeheven.

## Geboren
- Suzanne Besson (1885-1957), journaliste, antisuffragette en schrijfster